# Dumapárbaj
A Dumapárbaj 2014-ben készült színes, magyar filmvígjáték, Paczolay Béla rendezésében, Hadházi László, Eszenyi Enikő és Kiss Ádám főszereplésével.

## Történet
Kalmár Tamás befutott, 50 éves, kissé felfuvalkodott sztár. Standup nagyágyúként járja az országot fellépéseivel, és övé a legismertebb önálló show-műsor az egyik kereskedelmi tévén. Úgy tűnik, minden a legnagyobb rendben. Egy napon azonban rájön, hogy népszerűsége lassan a múlté, a közönség kedvence egyre inkább feltörekvő fiatal riválisa – Nagy Tóbiás. Tamás – ahelyett, hogy szembenézne önmagával – úgy hiszi, minden bajának Tóbiás az okozója, ezért minden igyekezetével azon van, hogy a fiatal humorista fölébe kerekedjék. Próbálkozásai rendre balul sülnek el, ráadásul barátnőjével és menedzserével Vigéccel is romlik a kapcsolata. Tamás végül elhatározza, hogy egy "Dumapárbajra" hívja ki Tóbiást.

## Szereplők
- Hadházi László – Kalmár Tamás
- Eszenyi Enikő – Vigéc Piroska
- Kiss Ádám – Nagy Tóbiás
- Vajdai Vilmos – Kolostori Barna
- Gubík Ági – Ildikó, Tamás barátnője
- Jordán Adél – Barbi, Tóbiás barátnője
- Csőre Gábor – Gajdán mester
- Schruff Milán – rendező
- Kamarás Iván – Bonyhádi Feri, Kandi Kamera Show gyártó
- Janklovics Péter – műsorvezető
- Kárász Zénó – Guba
- Szikszai Rémusz – Kálmán asszisztens
- Barabás Kiss Zoltán – biztonsági őr
- Szentiványi Zsolt – Benga
- Elek Ferenc – vezérigazgató
- Kovács Lajos – tolmács
- Kocsó Gábor – orosz
- Erdélyi Zsolt – diszkó tulaj
- Harmati Balázs – DJ
- Kötél Orsolya – Szandi
- Gáspár Tibor – pap
- Legerszki Kriszta – pincérlány
- Aradszky László – önmaga
- Karda Beáta – önmaga

## Külső hivatkozások
- Dumapárbaj a PORT.hu-n (magyarul)
- Dumapárbaj az Internet Movie Database oldalon (angolul)
- Dumapárbaj a FilmKatalóguson
- Kritikustomeg.org
- Hivatalos Facebook oldal